# 池田菊敏
池田 菊敏（いけだ きくとし、1932年 - 2000年4月15日）は、日本の北朝鮮問題活動家。

## 略歴
出版社社長を経て、古代韓国語で古文献を読む月刊通信誌を主宰。金賢姫の著作を日本語訳した。
2000年4月15日、肝不全のため死去。

## 著書
- 『金正日入門 夢想国家の危険な指導者』（東洋経済新報社） 1994.10
- 『天才、羽生の42手 あなたの天分を試す次の一手』（沢田多喜男共著、文芸春秋） 1997.3
- 『北朝鮮が戦争を起こす5つの根拠』（編著、佐藤勝巳他著、ベストセラーズ） 1998.12

## 翻訳
- 『金賢姫は告白する 大韓機爆破五〇〇日後の胸の内 深層取材』（趙甲済、徳間書店） 1990.2、のち改題文庫化『北朝鮮女秘密工作員の告白 大韓航空機爆破事件の隠された真実』
- 『いま、女として 金賢姫全告白』（文芸春秋） 1991.10、のち文庫
- 『愛を感じるとき』（金賢姫、文芸春秋） 1992.12、のち文庫
- 『平壌25時 金王朝の内幕 元朝鮮エリート外交官衝撃の告白』（高英煥、徳間書店） 1992.10、のち文庫
- 『北朝鮮脱出』（姜哲煥, 安赫、文芸春秋） 1994.2、のち文庫
- 『金王朝の極秘軍事機密 北朝鮮軍将校の衝撃証言』（林永宣、徳間書店） 1994.8、のち文庫
- 『「伽耶」を知れば日本の古代史がわかる 卑弥呼の国幻の伽耶の謎を追う』（高濬煥、双葉社） 1995.12、のちふたばらいふ新書
- 『亡命高官の見た金正日 金王朝で何が起こっているのか? 犯罪的独裁国家・北朝鮮の終末シナリオを読む』（高英煥、徳間書店） 1995.2
- 『忘れられない女 李恩恵先生との二十カ月』（金賢姫、文芸春秋） 1995.6、のち文庫
- 『北朝鮮絶望収容所 完全統制区域の阿鼻地獄』（安明哲、ベストセラーズ） 1997.5、のちワニ文庫
- 『図説・北朝鮮強制収容所』（安明哲、双葉社） 1997.11

## 参考
- 「天才、羽生の42手」著者紹介
- 追悼 池田菊敏さん: